# Hemony
Hemony ist der Name einer französischstämmigen, in den Niederlanden wirkenden Glockengießerfamilie.

## François und Pieter Hemony
François (* 1609 in Levécourt; † 1667 in Amsterdam) und Pieter (Pierre) (* 1619 in Levécourt; † 1680 in Amsterdam), Flüchtlinge aus Lothringen, betrieben von etwa 1640 bis 1657 in Zutphen eine Gießerei. Sie gossen insgesamt etwa 50 Glockenspiele (Carillons, niederländisch beiaarden) höchster Qualität, von denen noch etwa die Hälfte ganz oder teilweise erhalten ist.

## Glockengüsse und Carillons
- St. Matthäus Melle
- Martinitoren, Groningen
- Oude Kerk, Amsterdam
- Westerkerk, Amsterdam
- Munttoren, Amsterdam

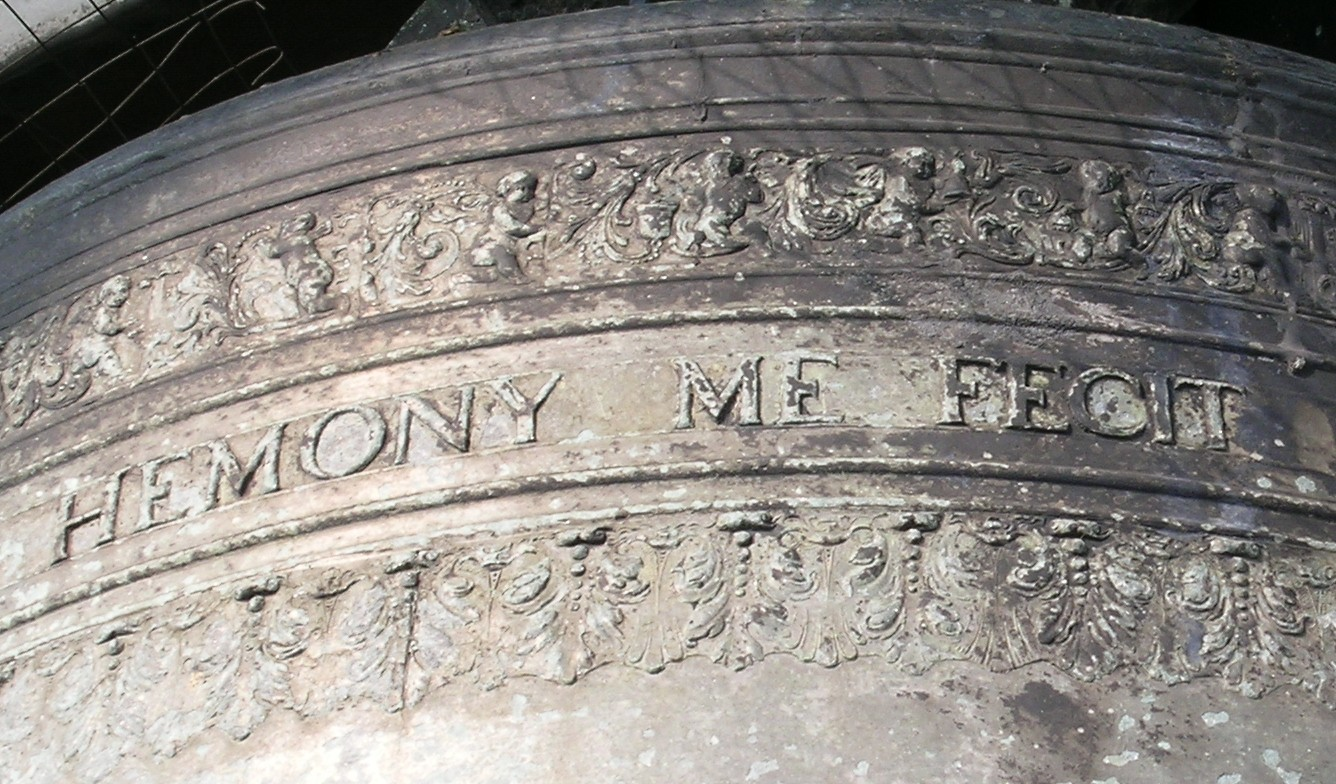
Glocke in der Oosterkerk Amsterdam

- Rathausturm Amsterdam (heute: Paleis op de Dam)
- Zuiderkerk, Enkhuizen
- Utrechter Dom
- Liebfrauenkathedrale, Antwerpen
- Kathedrale von Mecheln
- Propsteikirche St. Vitus Meppen, (Salvator Mundi (des`) • Maria Mater Dei (es`)• St. Vitus et St. Margareta (f`))